# Tian Qiye
Tian Qiye (19 de abril de 1991) es un luchador chino de lucha grecorromana. Compitió en Campeonato Mundial en 2015, se clasificó en la 40.ª posición. Ganó una medalla de bronce en los Juegos Asiáticos de 2014. Consiguió un quinto puesto en campeonato asiático de 2015.